# 고문 (고구려)
고문(高文, ? ~ ?)은 고구려(高句麗) 말기의 장군이자 군인으로, 고구려-당 전쟁 때 활약하였으며, 생몰연대는 미상이다.

## 생애
645년 당은 고구려를 침공하였으나 실패하였고, 이에 고구려의 변경을 자주 침범하여 고구려를 피폐하게 만드는 전략을 세운다. 647년부터 소규모의 부대로 수차례 고구려 변경을 공격하였던 당나라는 이번에는 장군 설만철 등으로 하여금 보다 고구려의 안쪽을 공격하게 하였다. 설만철이 이끄는 당군은 바다를 건너 압록강으로 들어와서, 압록강 하구의 고구려 요충지 박작성 남쪽 40리 지점에 진을 쳤다. 지정학적으로 압록강 하구는 고구려의 최후 방어선에 해당하는 군사적 절대 요충지이다. 훗날 661년 2차 고구려-당 전쟁 때에도 계필하력이 이끄는 당의 대군이 이곳을 급습하여 점거하였다.
기습 침공해온 당나라군을 맞아 박작성 성주 소부손이 보병과 기병 1만여 명을 거느리고 방어하였다. 설만철이 우위 장군 배행방으로 하여금 보병과 모든 군사를 거느리고 소부손의 고구려군을 일제히 공격하자 고구려 군사가 무너졌다. 배행방 등이 진격하여 포위하였으나, 박작성은 산을 이용한 험준한 요새였으며, 압록강으로 튼튼하게 막혀 있었기 때문에 쉽게 함락시키지 못하였다.
이에 고구려는 장군 고문으로 하여금 오골성·안지성 등 여러 성의 군사 3만여 명을 거느리고 와서 두 진으로 나누어 구원하였다. 당나라 설만철이 군사를 나누어 이에 대응하여, 고구려 군사들과 크게 격전을 벌인 후 물러났다.

## 군지휘권에 따른 유추
지정학적으로 압록강 하구의 박작성은 고구려의 최후 방어선에 해당하는 군사적 절대 요충지이며, 이곳이 위기에 처하자 고구려는 고문에게 오골성·안지성(안시성으로 추정된다) 등 여러 성의 군사 3만여 명을 거느리고 격퇴하게 하였던 것으로 보아 높은 직급의 장군으로 추정된다.
당의 사서에 기록되어 있는 주필산 전투 때 당에 항복한 고연수의 말을 인용하면 오골성의 성주는 늙었고, 안시성의 성주는 용맹하다고 나와 있다. 따라서 고문은 오골성의 성주이거나 안시성의 성주, 또는 평양 중앙정부에서 파견한 고위급 장군 등으로 추측되나, 상세한 기록이 없어 알 길이 없다.

## 같이 보기
- 고구려-당 전쟁
- 주필산 전투
- 고연수
- 양만춘
- 안시성
- 안시성 전투
- 연개소문
- 당 태종